# Paul Joseph Watson

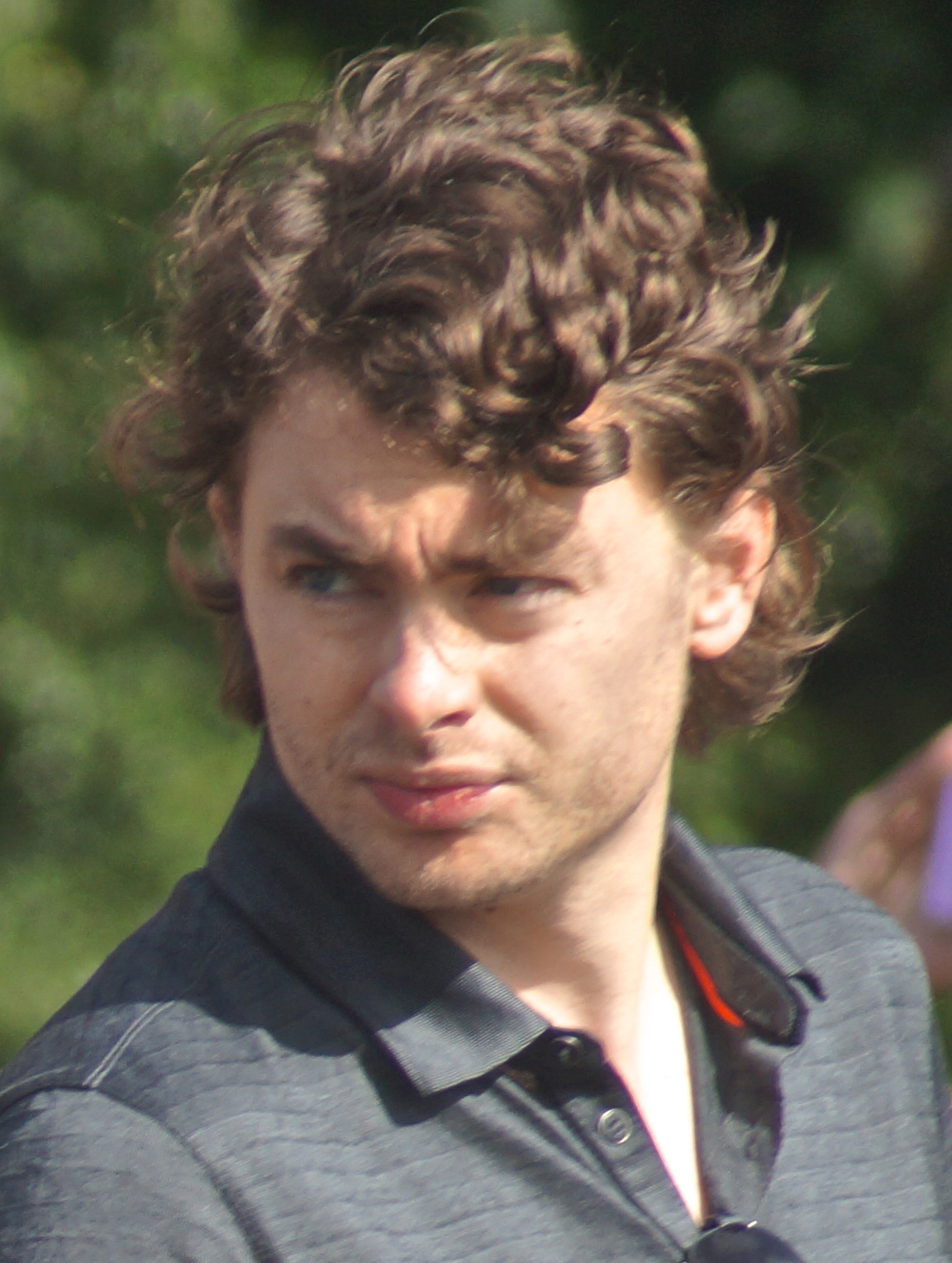
Paul Joseph Watson, 2013

Paul Joseph Watson (* 24. Mai 1982), kurz PJW, ist ein neurechter britischer YouTuber, Radiomoderator, Autor und Editor-at-Large von Alex Jones’ verschwörungstheoretischer Website Infowars.com.

## Leben und Karriere
Watson wurde in Sheffield, South Yorkshire, England geboren und wuchs dort auf. In einem Interview im November 2016 gab er an, dass seine Jugend „nicht besonders normal“ war und dass er jeden Tag drei Stunden Sport trieb und keinen Alkohol trank.
Watson ist Editor-at-Large von Infowars.com, einer verschwörungstheoretischen Nachrichtenseite im Internet. Watson trägt auch zur Alex Jones Show bei, einem Radioprogramm, das er entweder alleine oder mit anderen Moderatoren, oder auch gemeinsam mit Alex Jones leitet.

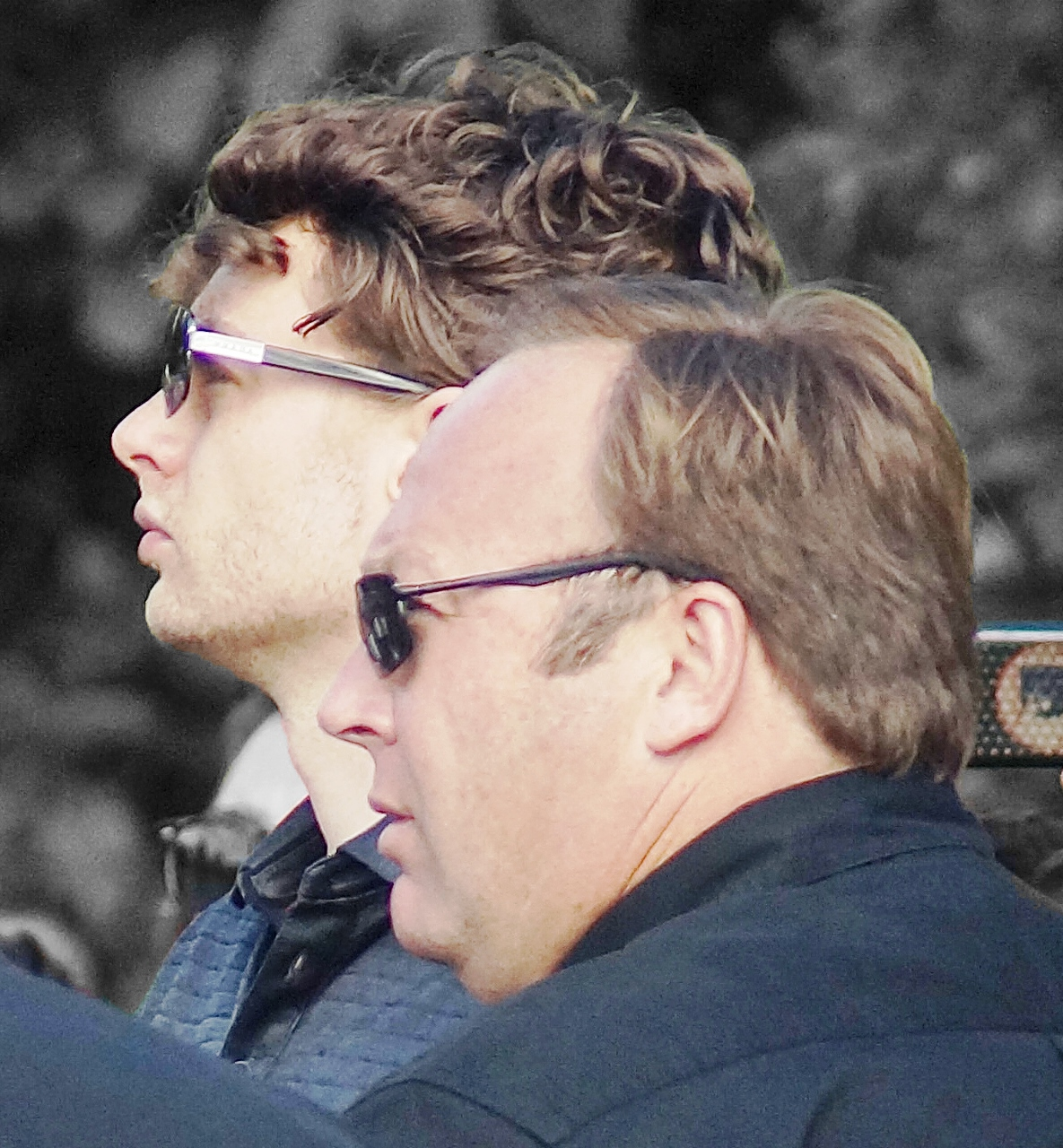
Watson (hinten) gemeinsam mit Alex Jones

Im Präsidentschaftswahlkampf 2016 verbreitete er Falschmeldungen über gesundheitliche Probleme der Kandidatin Hillary Clinton. Der Aufbau und die Verbreitung dieser Behauptungen wurden in anderen Medien kritisiert.
Im Februar 2017 startete Watson einen Aufruf mit dem Angebot, Reise- und Unterbringungskosten für jeden Journalisten zu übernehmen, der in die angeblich „von Verbrechen heimgesuchten Migrantenvororte“ von Malmö reisen würde. Im Februar 2017 reiste der mit 2.000 $ unterstützte Journalist Tim Pool nach Schweden, um Medienberichte über angebliche No-Go-Areas und Probleme mit Flüchtlingen im Land zu überprüfen. Anlass war ein Kommentar von US-Präsident Donald Trump über Probleme mit Migrantenkriminalität in Schweden.
Auf YouTube betreibt Paul Joseph Watson einen Kanal mit über 1,9 Millionen Abonnenten. Anfang Mai 2019 löschte Facebook seinen Account.

## Politische Positionen
Watson wurde als ein „rechter Kommentator des digitalen Zeitalters“ bezeichnet. Er hat sich zuletzt selbst als Libertärer beschrieben und unterstützte Ron Paul in der Präsidentschaftswahl in den Vereinigten Staaten 2012. In einem Tweet im Jahre 2016 bezeichnete er sich nicht mehr als Libertärer, weil Gary E. Johnson „diese Bezeichnung zu einer Peinlichkeit“ habe werden lassen. In einem Beitrag auf Facebook bezeichnete sich Watson als ein Mitglied der „Neuen Rechten“, die er getrennt von der Alt-Right sieht. Watson sieht sich als konservativ und sieht den modernen Konservatismus als neue Gegenkultur.
Watson kritisiert den Islam, der für ihn keine Religion des Friedens ist. Gestützt auf Medienberichte, Statistiken und Meinungsumfragen unter Moslems bezeichnete er den Islam als gewalttätige, radikale und intolerante Religion, die eine radikale Reform brauche, um mit westlichen liberalen Demokratien kompatibel zu sein. Watson meint, durch die Migrationswelle wurde eine „Vergewaltigungskultur“ in den Westen importiert, und verweist auf den Missbrauchsskandal von Rotherham und vergleichbare Serien, mit tausenden Fällen von bandenmäßigem sexuellen Missbrauch von Kindern und Jugendlichen, Kinderprostitution und Menschenhandel.
Obwohl er sich in der Präsidentschaftswahl 2016 für Trump aussprach, verkündete Watson in einem Tweet am 6. April 2017, dass er „offiziell nicht mehr auf dem Trump-Zug“ sei. Er verkündete dies, nachdem der Präsident den Luftangriff auf den Militärflugplatz asch-Schaʿirat befahl, nach dem Giftgasvorfall im April 2017 in Syrien. Watson begründete dies damit, dass der Präsident sein Versprechen, sich nicht in Syrien einzumischen, gebrochen hat. Nachdem er einen Rückgang an Twitter-Anhängern bemerkte, erklärte er, dass er „zum Thema Syrien nicht mehr auf dem Trump-Zug“ ist. Er verkündete in einem anderen Tweet, dass er nun Marine Le Pen vom Front National in der Präsidentschaftswahl in Frankreich 2017 unterstütze. Seit 2018 ist er Mitglied der EU-skeptischen und rechtspopulistischen UK Independence Party.